# كأس هولندا 1997–98
كأس هولندا 1997–98 (بالهولندية: KNVB beker 1997/98)‏ هو الموسم 80 من كأس هولندا. أشرف على تنظيمه الاتحاد الملكي الهولندي لكرة القدم، وكان عدد الأندية المشاركة فيه 60، وفاز فيه أياكس أمستردام.